# Qunsheng (sockenhuvudort i Kina, Heilongjiang Sheng, lat 46,65, long 130,15)
Qunsheng (kinesiska: 群胜, 群胜乡) är en sockenhuvudort i Kina. Den ligger i provinsen Heilongjiang, i den nordöstra delen av landet, omkring 290 kilometer öster om provinshuvudstaden Harbin. Antalet invånare är 13 148. Befolkningen består av 6 396 kvinnor och 6 752 män. Barn under 15 år utgör 12,0 %, vuxna 15-64 år 80 %, och äldre över 65 år 7,0 %.
Runt Qunsheng är det ganska tätbefolkat, med 96 invånare per kvadratkilometer. Närmaste större samhälle är Yanjiang, 16,5 km norr om Qunsheng. Omgivningarna runt Qunsheng är en mosaik av jordbruksmark och naturlig växtlighet.
Genomsnittlig årsnederbörd är 857 millimeter. Den regnigaste månaden är juli, med i genomsnitt 190 mm nederbörd, och den torraste är januari, med 6 mm nederbörd.